# Jessica Biel
Jessica Claire Biel-Timberlake (Ely, Minnesota, 3 de março de 1982), é uma atriz, produtora e modelo norte-americana. Ela é mais conhecida por seu papel em The Sinner como Cora Tannetti e como Mary Camden na série televisiva 7th Heaven e na série do Disney Channel, The Famous Jett Jackson, como Brooke, assim como por suas participações em filmes, tais como a nova versão para The Texas Chainsaw Massacre (br: O Massacre da Serra Elétrica), de 2003, Blade: Trinity, de 2004, The Illusionist e (br: O Ilusionista)

## Biografia
Jessica Biel nasceu em Ely, Minnesota, mas foi criada em Boulder, Colorado, filha de Kimberly Biel, dona de casa e curandeira espiritual, e Jonathan Biel, um empresário e consultor de negócios internacionais. Tem um irmão mais novo chamado, Justin, nascido em 1985.
Biel é de ascendência alemã, sueca, escocesa, húngara, judaíca-russa, francesa, irlandesa, inglesa e indígena (Choctaw). Sua família se mudou com bastante frequência durante sua infância, vivendo no Texas, Connecticut e Woodstock, Illinois, antes de finalmente, fixarem-se em Boulder, Colorado. Casou-se com o cantor e ator Justin Timberlake em outubro de 2012 após 5 anos de namoro e noivado.
Em Janeiro de 2015, Timberlake confirmou a gravidez de Biel, através da rede social Instagram. Em abril de 2015, Jessica deu à luz seu primeiro filho, um menino chamado Silas Randall Timberlake.

### Vida profissional
Jessica Biel começou seu trabalho na televisão com a série 7th Heaven em 1996, onde ganhou o papel de Mary Camden, filha mais velha de um pastor protestante dos Estados Unidos. Em 1998 Jessica saiu do programa e contratada pela Disney Channel para estrelar a série The Famous Jett Jackson em que interpretava Brooke. Em 2000, Biel posou de topless para a revista masculina Gear, o que causou controvéria porque ela só tinha 17 anos na época. Com a revista, Biel ficou por um fio de expulsa da série Disney Channel.
Em 2001, Jessica apareceu em um clipe do Aerosmith, da música "Fly Away From Here". Estrelou o filme Jett Jackson: The Movie como Brooke e estrelou outros diversos filmes como ao lado de Chris Evans, Freddie Prinze Jr., Wesley Snipes, Ryan Reynolds, Jamie Foxx, Orlando Bloom, Samuel L. Jackson e Edward Norton. O filme The Illusionist (br: O Ilusionista) foi bem recebido pelo público em 2006. Jessica também apareceu ao lado de Julianne Moore e Nicolas Cage no filme Next (br: O Vidente), de 2007, e de Adam Sandler em I Now Pronounce You Chuck and Larry (br: Eu os Declaro Marido e... Larry), de 2007.

## Filmografia

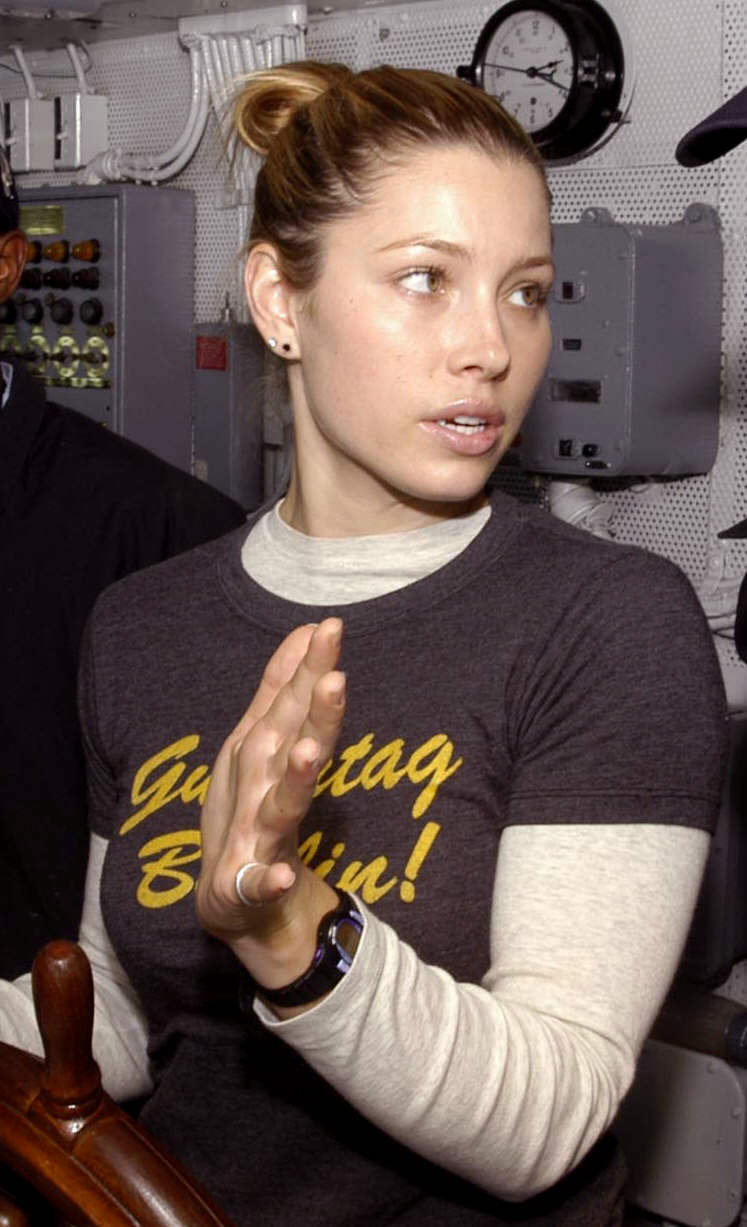
Jessica Biel no navio USS Abraham Lincoln em junho de 2004.

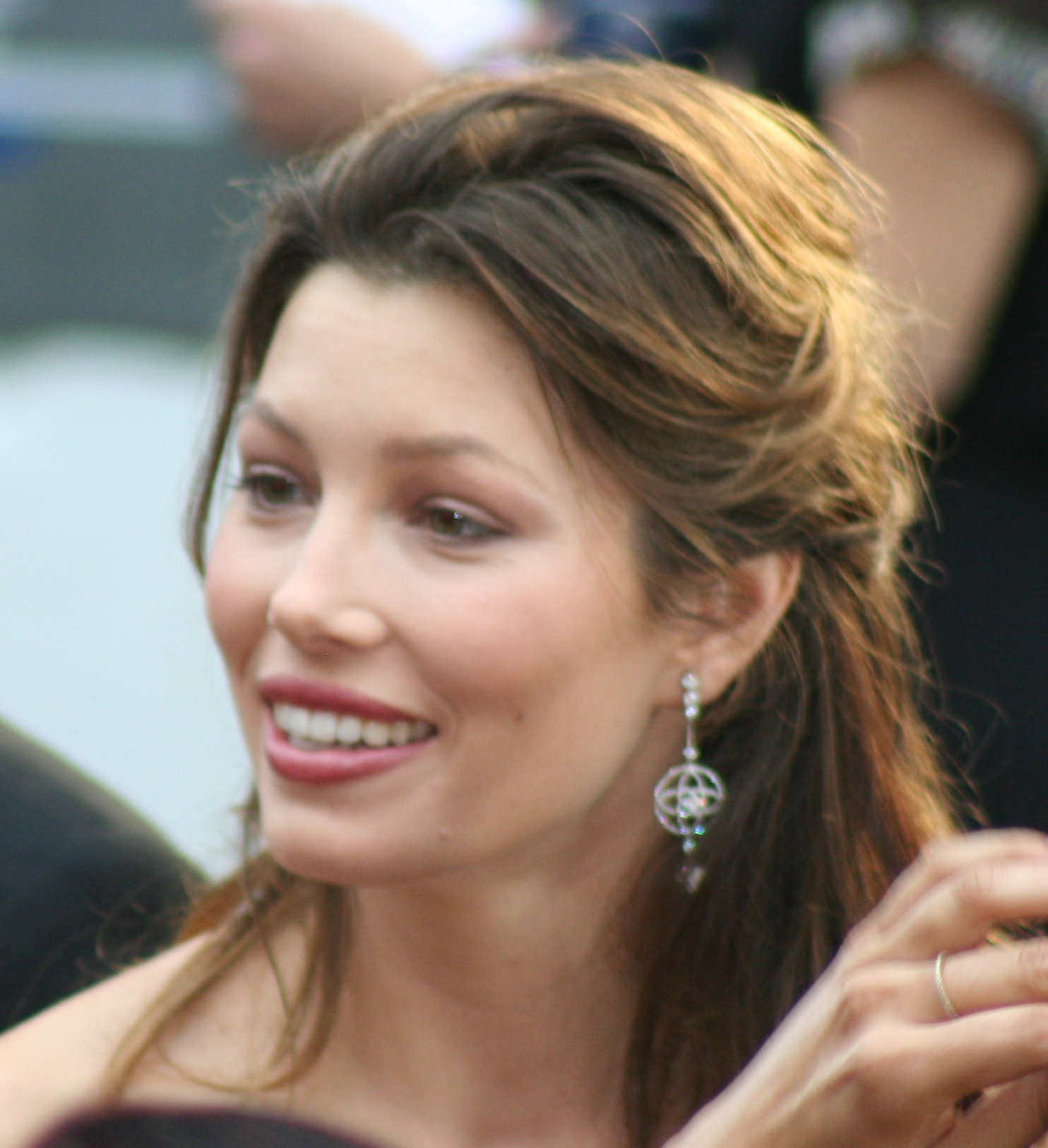
Jessica Biel no Oscar 2009.

### Cinema
| Ano  | Título                              | Título em português                 | Papel            | Notas                   |
| ---- | ----------------------------------- | ----------------------------------- | ---------------- | ----------------------- |
| 1994 | It's a Digital World                |                                     | Regrettal        |                         |
| 1997 | Ulee's Gold                         | br: O Ouro de Ulisses               | Casey Jackson    |                         |
| 1998 | I'll Be Home for Christmas          | br: Natal em Família                | Allie            |                         |
| 2001 | Summer Catch                        | br: Jogada de Verão                 | Tenley Parrish   |                         |
| 2001 | Jett Jackson: The Movie             |                                     | Brooke Nields    | Filme da Disney Channel |
| 2002 | The Rules of Attraction             | br: Regras da Atração               | Lara             |                         |
| 2003 | The Texas Chainsaw Massacre         | br: O Massacre da Serra Elétrica    | Erin             |                         |
| 2004 | Cellular                            | br: Celular - Um Grito de Socorro   | Chloe            |                         |
| 2004 | Blade: Trinity                      |                                     | Abigail Whistler |                         |
| 2005 | Stealth                             | br: Stealth - Ameaça Invisível      | Ten. Kara Wade   |                         |
| 2005 | London                              |                                     | London           |                         |
| 2005 | Elizabethtown                       | br: Tudo Acontece em Elizabethtown  | Ellen Kishmore   |                         |
| 2006 | The Illusionist                     | br: O Ilusionista                   | Sophie           |                         |
| 2006 | Home of the Brave                   | br: A Volta dos Bravos              | Vanessa Price    |                         |
| 2007 | Next                                | br: O Vidente                       | Liz Cooper       |                         |
| 2007 | I Now Pronounce You Chuck and Larry | br: Eu os Declaro Marido e... Larry | Alex McDonough   |                         |
| 2008 | Hole in the Paper Sky               |                                     | Karen Watkins    |                         |
| 2008 | Easy Virtue                         | br: Bons Costumes                   | Larita Whittaker |                         |
| 2009 | Powder Blue                         | br: Ponto de Partida                | Rose Johnny      |                         |
| 2009 | Planet 51                           | br: Planeta 51                      | Neera (voz)      |                         |
| 2009 | Nailed                              |                                     | Alice Eckle      |                         |
| 2010 | Valentine's Day                     | br: Idas e Vindas do Amor           | Kara Monahan     |                         |
| 2010 | The A Team                          | br: Esquadrão Classe A              | Tenente Sosa     |                         |
| 2010 | The Devil and the Deep Blue Sea     |                                     | Cindy            |                         |
| 2011 | New Year's Eve                      | br: Noite de Ano Novo               | Tess Byrne       |                         |
| 2012 | Total Recall                        | br: O Vingador do Futuro            | Melina           |                         |
| 2012 | Playing for Keeps                   | br: Um Bom Partido                  | Stacie Dryer     |                         |
| 2013 | The Tall Man                        | br: O Homem das Sombras             | Julia Denning    |                         |

### Televisão
| Ano       | Título        | Título em português              | Papel        | Notas                  |
| --------- | ------------- | -------------------------------- | ------------ | ---------------------- |
| 1998-2001 | Brooke Nields | Série original do Disney Channel |              |                        |
| 2005      | Family Guy    |                                  | Claire       | 1 episódio             |
| 2006-2008 | 7th Heaven    |                                  | Mary Camden  | 139 episódios          |
| 2017      | The Sinner    |                                  | Cora Tanneti | série original Netflix |

## Prêmios e indicações
| Ano  | Resultado          | Premiação           | Categoria                                                    | Título                              |
| ---- | ------------------ | ------------------- | ------------------------------------------------------------ | ----------------------------------- |
| 1998 | Indicado           | YoungStar Awards    | Melhor performance de uma atriz jovem em série de drama      | 7th Heaven                          |
| 1998 | Indicado           | Young Artist Awards | Melhor performance em série de drama - atriz jovem principal | 7th Heaven                          |
| 1998 | Venceu             | Young Artist Awards | Melhor performance em filme - atriz (coadjuvante/secundária) | Ulee's Gold                         |
| 1999 | Indicado           | Young Artist Awards | Melhor performance em filme                                  | I'll Be Home for Christmas          |
| 2000 | Indicado           | YoungStar Awards    | Melhor elenco jovem - televisão                              | 7th Heaven                          |
| 2002 | Venceu             | Teen Choice Awards  | TV - escolha de atriz, comédia                               | The Famous Jett Jackson             |
| 2003 | Indicado           | Teen Choice Awards  | Escolha atriz de TV - comédia                                | The Famous Jett Jackson             |
| 2004 | Indicado           | MTV Movie Awards    | Melhor revelação feminina                                    | The Texas Chainsaw Massacre         |
| 2004 | Indicado           | Saturn Awards       | Melhor atriz                                                 | The Texas Chainsaw Massacre         |
| 2005 |                    | ShoWest Awards      | Estrela feminina do amanhã                                   |                                     |
| 2006 | Indicado           | Achievement Awards  | Atuação Marcante                                             | The Illusionist                     |
| 2007 | Indicado           | Teen Choice Awards  | Escolha de atriz de cinema: horror/suspense                  | Next                                |
| 2007 | Indicado           | Prism Awards        | Performance principal em filme                               | Home of the Brave                   |
| 2007 | Rising Star Awards |                     |                                                              |                                     |
| 2008 | Indicado           | Razzie Awards       | Pior atriz (coadjuvante/secundária)                          | I Now Pronounce You Chuck and Larry |
| 2008 | Indicado           | Razzie Awards       | Pior casal                                                   | I Now Pronounce You Chuck and Larry |
| 2008 | Indicado           | MTV Movie Awards    | Melhor Atriz                                                 | I Now Pronounce You Chuck and Larry |
| 2018 | Indicado           | Emmy Awards         | Melhor Atriz em Série Limitada ou Telefilme                  | The Sinner                          |